# 캐런 조이 파울러

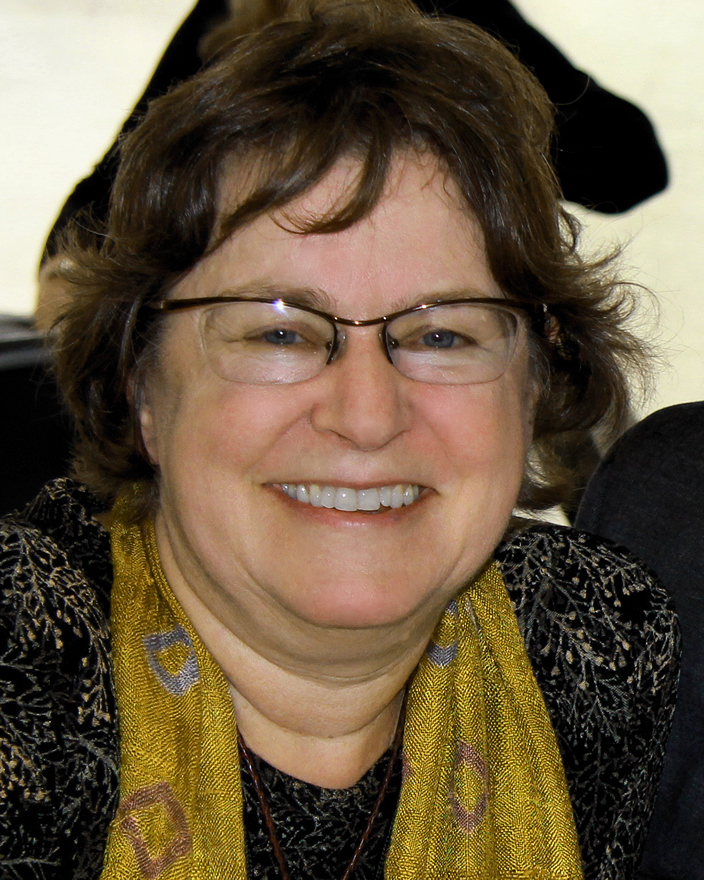
캐런 조이 파울러

캐런 조이 파울러(Karen Joy Fowler, 1950년 2월 7일 ~ )는 미국의 작가이다.